# 比谢尔 (莱茵兰-普法尔茨州)
比谢尔是德国莱茵兰-普法尔茨州的一个市镇。总面积12.84平方公里，总人口1131人，其中男性562人，女性569人（2011年12月31日），人口密度88人/平方公里。